# Sant Gabriel (muntanya)
Sant Gabriel és una muntanya de 861 metres al municipi de Riner, a la comarca catalana del Solsonès. Al cim, a poc menys de 400 m al sud del Miracle, hi ha un vèrtex geodèsic (referència 274101001 de l'ICC).